# Riserva naturale Pesche
La riserva naturale Pesche è un'area naturale protetta situata nella provincia di Isernia. La riserva occupa una superficie di 552,00 ettari ed è stata istituita nel 1982.